# Vízilabda az 1912. évi nyári olimpiai játékokon
Az 1912. évi nyári olimpiai játékokon a vízilabdatornát július 15. és 22. között rendezték. A tornát a brit csapat nyerte, a magyar válogatott az ötödik helyen végzett.

## Éremtáblázat
(A rendező ország csapata eltérő háttérszínnel, az egyes számoszlopok legmagasabb értéke, vagy értékei vastagítással kiemelve.)
| Az 1912. évi nyári olimpiai játékok éremtáblázata vízilabdában | Az 1912. évi nyári olimpiai játékok éremtáblázata vízilabdában | Az 1912. évi nyári olimpiai játékok éremtáblázata vízilabdában | Az 1912. évi nyári olimpiai játékok éremtáblázata vízilabdában | Az 1912. évi nyári olimpiai játékok éremtáblázata vízilabdában | Olimpia  |
| -------------------------------------------------------------- | -------------------------------------------------------------- | -------------------------------------------------------------- | -------------------------------------------------------------- | -------------------------------------------------------------- | -------- |
|                                                                | Ország                                                         | Arany                                                          | Ezüst                                                          | Bronz                                                          | Összesen |
| 1.                                                             | Nagy-Britannia (GBR)                                           | 1                                                              | 0                                                              | 0                                                              | 1        |
|                                                                |                                                                |                                                                |                                                                |                                                                |          |
| 2.                                                             | Svédország (SWE)                                               | 0                                                              | 1                                                              | 0                                                              | 1        |
|                                                                |                                                                |                                                                |                                                                |                                                                |          |
| 3.                                                             | Belgium (BEL)                                                  | 0                                                              | 0                                                              | 1                                                              | 1        |
|                                                                |                                                                |                                                                |                                                                |                                                                |          |
| Összesen                                                       | Összesen                                                       | 1                                                              | 1                                                              | 1                                                              | 3        |

## Érmesek
| Az 1912. évi nyári olimpiai játékok érmesei vízilabdában                                                           | Az 1912. évi nyári olimpiai játékok érmesei vízilabdában                                                 | Az 1912. évi nyári olimpiai játékok érmesei vízilabdában                                                                          | Az 1912. évi nyári olimpiai játékok érmesei vízilabdában |
| --- | --- | --- | -------------------------------------------------------- |
| Arany | Ezüst | Bronz |                                                          |
| Nagy-Britannia (GBR)                                                                                               | Svédország (SWE)                                                                                         | Belgium (BEL) |                                                          |
| Isaac Bentham Charles Bugbee George Cornet Arthur Edwin Hill Paul Radmilovic Charles Sydney Smith George Wilkinson | Robert Andersson Vilhelm Andersson Erik Bergqvist Max Gumpel Pontus Hanson Harald Julin Torsten Kumfeldt | Victor Boin Félicien Courbet Herman Donners Albert Durant Oscar Grégoire Jean Hoffman Herman Meyboom Pierre Nijs Joseph Pletinckx |                                                          |

## Eredmények

### Az aranyéremért

#### 1. forduló
| 1912. július 7. | Nagy-Britannia (GBR) | 7 – 5 | Belgium (BEL) |  |
| 1912. július 7. | (2 – 3)              |       |               |  |
| 1912. július 7. |                      |       |               |  |

| 1912. július 8. | Svédország (SWE) | 7 – 2 | Franciaország (FRA) |  |
| 1912. július 8. | (4 – 0)          |       |                     |  |
| 1912. július 8. |                  |       |                     |  |

| 1912. július 9. | Ausztria (AUT) | 5 – 4 | Magyarország (HUN) |  |
| 1912. július 9. | (1 – 2)        |       |                    |  |
| 1912. július 9. |                |       |                    |  |

#### 2. forduló
| 1912. július 11. | Nagy-Britannia (GBR) | 6 – 3 | Svédország (SWE) |  |
| 1912. július 11. | (3 – 0)              |       |                  |  |
| 1912. július 11. |                      |       |                  |  |

#### Döntő
| 1912. július 13. | Nagy-Britannia (GBR) | 8 – 0 | Ausztria (AUT) |  |
| 1912. július 13. | (4 – 0)              |       |                |  |
| 1912. július 13. |                      |       |                |  |

| Az 1912. évi nyári olimpiai játékok férfi vízilabdatornájának olimpiai bajnoka |
| · NAGY-BRITANNIA · 3. cím                                                      |
| ------------------------------------------------------------------------------ |

### Az ezüstéremért

#### 1. forduló
| 1912. július 10. | Belgium (BEL) | 6 – 5 | Magyarország (HUN) |  |
| 1912. július 10. | (2 – 3)       |       |                    |  |
| 1912. július 10. |               |       |                    |  |

| 1912. július 11. | Belgium (BEL) | 4 – 1 | Franciaország (FRA) |  |
| 1912. július 11. | (2 – 1)       |       |                     |  |
| 1912. július 11. |               |       |                     |  |

#### 2. forduló
| 1912. július 14. | Svédország (SWE) | 8 – 1 | Ausztria (AUT) |  |
| 1912. július 14. | (5 – 1)          |       |                |  |
| 1912. július 14. |                  |       |                |  |

| 1912. július 15. | Belgium (BEL) | 5 – 4 | Ausztria (AUT) |  |
| 1912. július 15. | (2 – 1)       |       |                |  |
| 1912. július 15. |               |       |                |  |

#### Mérkőzés az ezüstéremért
| 1912. július 16. | Svédország (SWE) | 4 – 2 | Belgium (BEL) |  |
| 1912. július 16. | (4 – 0)          |       |               |  |
| 1912. július 16. |                  |       |               |  |

## Végeredmény
| Helyezés | Csapat               | M | Gy | D | V | G+ | G– | Gk  | P |
| -------- | -------------------- | - | -- | - | - | -- | -- | --- | - |
| Arany    | Nagy-Britannia (GBR) | 3 | 3  | 0 | 0 | 21 | 8  | +13 | 6 |
| Ezüst    | Svédország (SWE)     | 4 | 3  | 0 | 1 | 22 | 11 | +11 | 6 |
| Bronz    | Belgium (BEL)        | 5 | 3  | 0 | 2 | 22 | 21 | +1  | 6 |
| 4.       | Ausztria (AUT)       | 4 | 1  | 0 | 3 | 10 | 25 | –15 | 2 |
|          |                      |   |    |   |   |    |    |     |   |
| 5.       | Magyarország (HUN)   | 2 | 0  | 0 | 2 | 9  | 11 | –2  | 0 |
| 6.       | Franciaország (FRA)  | 2 | 0  | 0 | 2 | 3  | 11 | –8  | 0 |